# Emprunt d'État
| Signification de la note                         | Moody’s    | Moody’s             | Standard & Poor’s | Standard & Poor’s | Fitch Ratings | Fitch Ratings |
| Signification de la note                         | Long terme | Court terme         | Long terme        | Court terme       | Long terme    | Court terme   |
| ------------------------------------------------ | ---------- | ------------------- | ----------------- | ----------------- | ------------- | ------------- |
| Prime Première qualité                           | Aaa        | P-1 Prime -1        | AAA               | A-1+              | AAA           | F1+           |
| High grade Haute qualité                         | Aa1        | P-1 Prime -1        | AA+               | A-1+              | AA+           | F1+           |
| High grade Haute qualité                         | Aa2        | P-1 Prime -1        | AA                | A-1+              | AA            | F1+           |
| High grade Haute qualité                         | Aa3        | P-1 Prime -1        | AA−               | A-1+              | AA−           | F1+           |
| Upper medium grade Qualité moyenne supérieure    | A1         | P-1 Prime -1        | A+                | A-1               | A+            | F1            |
| Upper medium grade Qualité moyenne supérieure    | A2         | P-1 Prime -1        | A                 | A-1               | A             | F1            |
| Upper medium grade Qualité moyenne supérieure    | A3         | P-2                 | A−                | A-2               | A−            | F2            |
| Lower medium grade Qualité moyenne inférieure    | Baa1       | P-2                 | BBB+              | A-2               | BBB+          | F2            |
| Lower medium grade Qualité moyenne inférieure    | Baa2       | P-3                 | BBB               | A-3               | BBB           | F3            |
| Lower medium grade Qualité moyenne inférieure    | Baa3       | P-3                 | BBB−              | A-3               | BBB−          | F3            |
| Non-investment grade, speculative Spéculatif     | Ba1        | Not prime Non prime | BB+               | B                 | BB+           | B             |
| Non-investment grade, speculative Spéculatif     | Ba2        | Not prime Non prime | BB                | B                 | BB            | B             |
| Non-investment grade, speculative Spéculatif     | Ba3        | Not prime Non prime | BB−               | B                 | BB−           | B             |
| Highly speculative Très spéculatif               | B1         | Not prime Non prime | B+                | B                 | B+            | B             |
| Highly speculative Très spéculatif               | B2         | Not prime Non prime | B                 | B                 | B             | B             |
| Highly speculative Très spéculatif               | B3         | Not prime Non prime | B−                | B                 | B−            | B             |
| Risque élevé                                     | Caa1       | Not prime Non prime | CCC+              | C                 | CCC           | C             |
| Ultra spéculatif                                 | Caa2       | Not prime Non prime | CCC               | C                 | CCC           | C             |
| En défaut, avec quelques espoirs de recouvrement | Caa3       | Not prime Non prime | CCC−              | C                 | CCC           | C             |
| En défaut, avec quelques espoirs de recouvrement | Ca         | Not prime Non prime | CC                | C                 | CC            | C             |
| En défaut, avec quelques espoirs de recouvrement | C          | Not prime Non prime | C/CI/R            | C                 | C             | C             |
| En défaut sélectif                               | C          | Not prime Non prime | SD                | D                 | RD            | D             |
| En défaut                                        | C          | Not prime Non prime | D                 | D                 | D             | D             |

Un emprunt d'État (en anglais : government bond, d'où le diminutif govvie) est une obligation ou un titre de créance négociable émis généralement dans sa propre devise par un gouvernement.
Dans le cas d'une émission dans une devise convertible d'un autre pays, mais parfois aussi du pays lui-même, on utilise généralement l'appellation d'« obligation souveraine », comme en anglais (sovereign bond).

## Importance économique
Pour chaque devise, les emprunts d'État constituent le marché directeur des taux d'intérêt à moyen et long terme. C'est lui qui détermine la hausse ou la baisse des rendements obligataires.
Les emprunts d'État fournissent en permanence la courbe des taux à partir de laquelle sont évalués la plupart des actifs financiers risqués (obligations à taux fixe d'autres émetteurs, actions, swaps de taux d'intérêt, etc.)

## Liquidité
Il se traite sur ces marchés des tailles considérables et les banques qui sont market makers (« teneuses de marché » se dit aussi en jargon des marchés) pratiquent des « fourchettes » de prix acheteur/vendeur (bid et ask) très serrées. Au comptant, 100 millions d'euros de Bunds ou d'OAT à 10 ans seront ainsi cotées avec moins de 0,02 % entre le prix acheteur et le prix vendeur, soit moins d'un tiers de point de base de taux actuariel. À terme, la liquidité pour 1.000 contrats Bunds, soit là aussi 100 millions d'euros de nominal, se trouve généralement sur moins de 0,01 % de prix.
Néanmoins, à la différence du marché des changes qui, lui, fonctionne sans interruption du lundi matin à Wellington en Nouvelle-Zélande, qui est la première place ouverte de la semaine, au vendredi soir à New York, la technicité des produits traités cantonne chaque marché d'emprunts d'État plutôt dans la tranche horaire ouvrable du pays d'émission : ainsi les obligations du Trésor américain se traiteront essentiellement de 8 h à 17 h, heure de New York, tandis que les OAT du Trésor français ou les Bunds allemands seront réellement actifs de 8 h à 18 h, heure française. Traiter en dehors de ces plages horaires est toujours possible, mais les prix pratiquées par les banques market makers sont alors beaucoup moins agressifs, car la liquidité est moindre et les coûts de couverture plus importants.

## Principaux marchés et émetteurs

### Tableau récapitulatif
(décembre 2011).
| Pays        | Devise         | S&P                        | Moody's                     | Dette négociable au 31/12/17 (milliards d’euros) | Dette totale en % du PIB (fin 2017) |
| ----------- | -------------- | -------------------------- | --------------------------- | ------------------------------------------------ | ----------------------------------- |
| Japon       | Yen            | AA- (perspective négative) | Aa2 (perspective négative)  | 8 245                                            | 198 %                               |
| États-Unis  | Dollar US      | AA+ (perspective négative) | Aaa                         | 11 849                                           | 076 %                               |
| Italie      | Euro           | BBB-                       | Baa2 (perspective négative) | 1 906                                            | 123 %                               |
| France      | Euro           | AA                         | Aa2                         | 1686                                             | 080,6 %                             |
| Allemagne   | Euro           | AAA                        | Aaa                         | 0 2011                                           | 068,3 %                             |
| Royaume-Uni | Livre sterling | AA (perspective négative)  | Aa2                         | 0 1904                                           | 089 %                               |

### Yen:Japon(AA-/A2)
Le Trésor japonais était en 2005, le premier emprunteur du monde, avec une dette négociable supérieure à l'équivalent de 5 000 milliards d'euros en 2005. L'endettement total du gouvernement japonais représentait en 2004 164 % du PIB, proportion alors unique dans l'OCDE, en 2011, celui-ci dépasse les 200 % du PIB.
Les emprunts d'État japonais sont appelés JGB, abréviation de Japanese Government Bond. Il s'agit d'un marché devenu essentiellement domestique : seulement 4 % de l'encours des JGB sont détenus par des non-résidents. La prépondérance de la Poste japonaise, le niveau très faible des taux et le faible développement des repos sur JGB constituent autant de freins à l'internationalisation de ce marché.
(en) Site du ministère des Finances japonais

### Dollar:États-Unis(AA+ "avec perspective négative"/Aaa)
Le Trésor américain était traditionnellement au XXe siècle et est toujours, le plus gros emprunteur de la planète, même si ce rôle a été tenu temporairement par le Japon au début des années 2000, à la suite :
- de la croissance phénoménale de l'endettement du gouvernement japonais après 1990 ;
- de la baisse du dollar par rapport au yen à partir de 2002.

Sa dette négociable s'élèvait à environ 4 000 milliards de dollars mi-2005, c'est-à-dire environ 3 300 milliards d'euros, qui se décomposent comme suit :
- des T-Bills à moins d'un an  pour 900 milliards de dollars ;
- des T-Notes de 1 à 10 ans à l'origine pour 2 300 milliards de dollars ;
- des T-Bonds à plus de 10 ans à l'origine, généralement à 30 ans, pour 500 milliards de dollars ;
- des TIPS, obligations à taux variable indexées sur l'inflation, pour 300 milliards de dollars.

L'émission de T-Bonds a été interrompue en octobre 2001 mais a été reprise en février 2006.
La dette publique négociable des États-Unis a été la première à atteindre une taille suffisante pour que se développe autour d'elle un marché moderne de taux d'intérêt. Le Trésor américain est ainsi l'auteur de nombreuses innovations importantes, reprises depuis par la plupart des grands pays développés :
- l'émission systématique par adjudication ;
- le recours à des primary dealers;
- l'émission d'obligations à 30 ans ;
- l'émission régulière de titres à moyen terme ;
- le démembrement d'emprunts d'État ;
- les obligations indexées sur l'inflation.

(en) Site du Trésor américain

### Euro

#### Italie(BBB+ "avec perspective négative"/Aa2)
Plus important emprunteur européen, avec une dette négociable de 1 265 milliards d'euros fin juillet 2005, l'Italie occupe néanmoins une place à part sur le marché des emprunts d'État européens compte tenu de la faiblesse de sa notation financière, du passé tumultueux de sa dette et de la taille globale de celle-ci (1 430 milliards d'euros, soit plus de 100 % du PIB).
Néanmoins, pour beaucoup d'utilisations, notamment dans la constitution de collatéral, la règlementation ne distingue pas entre la dette des différents États européens, ce qui limite considérablement les effets de la situation des finances publiques d'un pays sur le prix de sa dette.
(en + it) Site du Trésor italien

#### France(AA "avec perspective négative"/Aa1)
La dette négociable de la France s'élevait à 1305 milliards d'euros en octobre 2011. Instituée en 1985, sa structure axée sur la liquidité a été largement copiée dans le monde et il constitue le modèle d'organisation de l'ensemble des dettes d'État de la zone euro.
Les principaux instruments de financement de l’État français sont tous émis en euros par adjudication selon un calendrier bien défini, soit chaque semaine pour le court terme, soit certains jours du mois pour le moyen ou long terme :
- Les obligations assimilables du Trésor (OAT, ou Fungible Treasury Bonds) pour le support de l’endettement à long terme (de 7 à 50 ans) de l’État. Elles sont émises le premier jeudi du mois (décalé en cas de jour férié et de fermeture de la Bourse de Paris). La plupart sont à taux fixe et sans coupon à échéance généralement de 10 ans. L’échéance et le paiement du coupon ont lieu vers le 25 du mois.
  - Mais selon l’état des marchés internationaux de capitaux, des titres sont émis à taux fixe ou variable (OATI indexés sur l’inflation hors tabac soit en France soit dans la zone euro, voire aussi au taux directeur moyen de l’échéance pour les bons au Taux de l’échéance constante (TEC) préférés par les marchés s’ils estiment une inflation faible ou une longue période de déflation avant leur terme). Le modèle français des émissions indexées a largement servi de base aux autres emprunts obligataires indexés dans la zone euro (mais les marchés internationaux n’ont pas encore déterminé l’indice le plus pertinent, national ou européen, pour la gestion des risques et la garantie du par nominal). Ces émissions ont lieu le même jour que les émissions obligataires à moyen terme :
- Les bons du Trésor à intérêt annuel (BTAN, ou Treasury Notes) pour les emprunts à moyen terme (de 2 à 5 ans) de l’État. Ils sont émis le troisième jeudi du mois selon un calendrier prédéfini et publié longtemps à l’avance. Leur échéance et le paiement du coupon a lieu le 1er du mois. Le taux d’intérêt proposé est régulé sur le plan européen, et suit généralement la méthode de calcul du TEC pour chaque terme proposé (TEC2 ou TEC5). La dernière adjudication de ce BTAN eut lieu le 25 novembre 2014. Cette ultime souche a été remboursée le 25 juillet 2017, date à laquelle ce produit a cessé d'exister concrètement (mais il existe toujours potentiellement : de nouvelles émissions sont en théorie possibles).
- Les bons du Trésor à taux fixe et à intérêt précompté (BTF, ou Treasury Bills) sont les instruments de trésorerie à court terme de l’État, émis pour couvrir les besoins de financement en cours d’année uniquement entre les périodes d’encaissement des recettes (notamment fiscales) et le paiement des dépenses, voire parfois pour couvrir temporairement l’échéancier de remboursement des dettes à moyen et long terme (quand le marché dérivé des swaps n’est pas assez liquide pour lisser le remboursement des intérêts d’emprunts proches de leur terme par un remboursement anticipé sous forme d’échange de titres ; ces émissions se sont accrues depuis 2002 lorsque le recours au swap a été suspendu). Ces instruments « zéro-coupon » sont payés à terme avec un intérêt fixe prédéterminé (au prix des marchés de taux). Ils sont émis tous les lundis, généralement avec une échéance de trois mois pour la plupart des BTF, et sont complétés par des émissions semestrielles ou annuelles.
- Parfois, hors du calendrier prédéfini, des BTF à plus court terme (de quatre à sept semaines) viennent couvrir les besoins de trésorerie urgents de l’État à la suite d'événements exceptionnels, mais ils sont particulièrement coûteux pour les finances publiques de l’État, qui évite d’y recourir en inscrivant le plus possible ces financements dans le cadre du budget annuel).

Au 31 octobre 2009, la dette de l’État s'est considérablement accrue depuis 2005, atteignant un total de 1 141 Md€, répartis en :
- 708 Md€ en OAT (dont le terme moyen est de 10 ans 18 jours)
- 212 Md€ en BTAN (dont le terme moyen est de 2 ans 47 jours)
- 221 Md€ en BTF (dont le terme moyen est de 115 jours)

auxquels s'ajoutent 22 Md€ d’en-cours de swaps sur les marchés dérivés, destinés à anticiper le remboursement des émissions passées proches de leur terme.
Au 30 juin 2010, La dette publique culminait à 1 591 milliards d'euros.
(fr + en) Agence France Trésor, qui gère la dette de l'État

#### Allemagne(AAA/Aaa)
Point de référence européen du fait de la taille de l'économie allemande, la dette négociable de l'Allemagne s'élevait à 847 milliards d'euros au 30 juin 2005 :
- des Bubill, titres de créance négociables à court terme pour  36 milliards d'euros ;
- des Schatz d'une durée de 2 ans à l'émission, pour 108 milliards d'euros ;
- des Bundesobligationen, dits "Bobl" d'une durée de 5 ans à l'émission, pour 177 milliards d'euros ;
- des Bundesanleihen, dits "Bunds", émis à 10 ou 30 ans, pour 526 milliards d'euros.

(en + de) Site de Finanzagentur GmbH, l'Agence allemande de la dette

### Livre Sterling:Royaume-Uni(AAA/Aaa)
Article principal : Gilt
HM Treasury, le Trésor britannique, a une dette négociable assez faible, équivalente à environ 580 milliards d'euros en 2005. L'encours des gilts, les emprunts d'État britanniques, a longtemps été notoirement insuffisante pour les besoins des investisseurs britanniques et leur marché a de plus longtemps été perturbé par des règlementations (MFR et  Bank of England Tier One securities notamment) qui favorisaient manipulations et squeezes. Néanmoins, le déséquilibre du marché, qui avait atteint des niveaux sans précédent dans les pays développés à l'automne 1998 et au printemps 2000, est en train de se résorber grâce à des déficits publics en nette reprise et un rythme d'émission soutenu depuis 2002-2003.
(en) Site du Debt Management Office, l'Agence de la dette britannique